# Fascia clavipectoralis
Die Fascia clavipectoralis ist eine Faszie, die sich auf der Hinterseite des großen Brustmuskels (Musculus pectoralis major) befindet und den kleinen Brustmuskel (Musculus pectoralis minor) und den Musculus subclavius (Muskel unter dem Schlüsselbein) umgibt. Von der Fascia pectoralis profunda ist sie durch den Spatium subpectorale abzugrenzen, der die beiden Faszien voneinander trennt, der jedoch nach lateral durch eine festere Verbindung beider Faszien begrenzt wird. Außerdem nach lateral ist die Faszie mit dem Processus coracoideus verbunden und medial mit der ersten Rippe.
Die Fascia clavipectoralis besteht aus zwei Blättern: Das ventrale, dünnere Blatt bedeckt den Musculus pectoralis minor von vorn, das hintere dagegen ist hinter dem kleinen Brustmuskel gelegen und bedeckt den Fettkörper der Achsel. Somit bildet sie auch den vorderen Teil der Fascia axillaris, in die sie kaudal übergeht.